# Kalijeve anorganske spojine
Kalij je alkalna kovina, kar pomeni, da je nestabilen in je tudi njegovih spojin manj kot pri nekaterih drugih elementih. Na spodnjem seznamu je podanih nekaj njegovih spojin, ki so bile doslej odkrite.

## Seznam
- Kalijev alum-KAl(SO4)2,
- Kalijev antimonat-KSb(OH)6,
- Kalijev bromid-KBr,
- Kalijev citrat-C6H5K3O7,
- Kalijev dikromat-K2Cr2O7,
- Kalijev ferat-K2FeO4,
- Kalijev fericianid-K3(Fe(CN)6),
- Kalijev ferocianid-K4(Fe(CN)6),
- Kalijev fluorid-KF,
- Kalijev heksaklorov platinat-K2PtCl6,
- Kalijev hidroksid-KOH,
- Kalijev jodid-KI,
- Kalijev karbonat-K2CO3,
- Kalijev klorid-KCl,
- Kalijev kromat-K2CrO4,
- Kalijev nitrat-KNO3,
- Kalijev oksid-K2O,
- Kalijev permanganat-KMnO4,
- Kalijev sulfat-K2SO4,
- Kalijev sulfid-K2S,
- Kalijev vanadat-KVO3,
- Kalijev vodikokarbonat-KHCO3,